# 刀蛏亚科
刀蛏亚科（學名：Cultellinae），是生物分类学上隶属于貧齒蛤目毛蛏科的一個海洋双壳纲软体动物的亚科。

## 分類
刀蛏亚科仅包含刀蛏属 （拉丁学名Cultellus Schumacher, 1817）一个属级分类单元，原为刀蛏科，后并入毛蛏科，成为一个亚科。